# Río Traiguén
Le Traiguén est un cours d’eau du Chili méridional appartenant au bassin-versant du río Imperial.
Les ruisseaux Collahua et Pichiñanco, qui prennent leur source au pied du flanc occidental du volcan Lonquimay, donnent en confluant naissance au Traiguén, à une vingtaine de km à l’est de la ville de Victoria, dans la province de Malleco (ou l’ancien département de Traiguén). La rivière coule ensuite au nord de Victoria, à peu de distance de cette ville, puis, après un cours de 38 km en direction de l’ouest, baigne la ville de Traiguén. Enfin, elle prend la direction sud-sud-ouest sur une distance d’une dizaine de km, avant de se réunir au río Quino, dont les eaux arrivent de l’est. Ces deux rivières formeront ensemble le río Colpí (ou Panqueco), lequel est l’une des deux principales rivières à l’origine du río Cholchol, tributaire du río Imperial (l’autre étant le río Lumaco, en provenance du nord).
Sur les rives du Traiguén se trouvent la localité de Victoria et plus à l’ouest, anciennement, le fort d’Adencul ; entre ces deux points, la rivière reçoit à sa droite les ruisseaux Dumo et Colo ; à l’ouest de la ville de Traiguén, elle accueille encore un affluent, appelé Leveluán. Lors de son parcours de plus de 55 kilomètres, le Traiguén traverse de vastes zones boisées, d’un bon rapport, et des étendues de terre fertile.

## Sources
- (es) Hans Niemeyer, « Hoyas hidrográficas de Chili: novena región », Santiago du Chili, Dirección General de Aguas (consulté le 16 mai 2018), p. 3-4
- (es) Francisco Solano Asta-Buruaga y Cienfuegos, Diccionario Geográfico de la República de Chile, Santiago du Chili, 1899 (lire en ligne)